# Utapau
Az Utapau a Csillagok háborúja univerzumának egyik bolygója. Az Utapau, amely a Külső Peremvidék hatalmas, száraz síkságokkal és óriási szakadékokkal tűzdelt bolygója, a Tarabba szektor egyik periferiális bolygórendszere.
A bolygófelszín éghajlatát meghatározó szélviharok miatt csak a mélyen a felszín alá nyúló szakadékok lakhatóak.

## Történelem
Fontos esemény volt az utai-pau'an fajszövetség kialakulása. Az utaik eredetileg a felszín alatti üregekben éltek, míg a pau'anok a felszínen, utóbbiakat azonban egy éghajlatváltozással járó katasztrófa lekényszerítette a föld alá. Az utaik megértették a pau'anok problémáit és befogadták őket, sőt, elfogadták vezetőknek.
Az Utapau, kieső jellege miatt, nem kötődött szorosan sem a Köztársasághoz, sem a Konföderációhoz. Azonban Coruscanthoz hasonlóan ez a bolygó sem menekülhetett a háborútól: a frontvonalba került, amikor a Grievous tábornok irányítása alatt álló droid-erők megtámadták és megszállták. A Tion Medon miniszterelnök kormányozta utapaui vezetők színleg behódoltak a megszállóknak, de titokban azonnal segítséget kértek a köztársaságtól. A segítségkérés nyomán Obi-Wan Kenobi köztársasági tábornok egy klónzászlóaljjal odahajózott, és felszabadították a bolygót, Kenobi párviadalban megölte Grievoust. Ezzel a CIS elvesztette utolsó operatív hadvezérét, és ezzel lényegében a klónháborút is.

## Lakosság
Az Utapaut két szociális szimbiózisban élő és egyaránt ember-közeli (az emberekkel bizonyított genetikai rokonságban álló) nép lakja: a pau'an és utai. A pau'anok magasabbak és emberszerűbbek: vékonyak és magasak, kék bőrűek, kiálló fogaik vannak, az emberek elég rémisztő külsejűnek tartják és kerülik őket, pedig barátságosak és kifejezetten szeretik az idegeneket (amennyiben minimális tiszteletet tanúsít irántuk). A pau'anok nyugodt és méltóságos modorúak, a vezető réteget alkotják. Átlagéletkoruk nagyon hosszú: akár a 700 éves kort is megérhetik, sokkal hosszabb, mint az utaiké.
Az utaik humanoidok, ugyanakkor sokkal kevésbé emberszerűek, alacsonyak, tömzsik, bőrük hússzínű és ráncos, és fejük leginkább egy granéhoz hasonlít. A politikától és az adminisztratív munkáktól irtóznak, viszont szeretik a kétkezi munkát és értenek az állatokhoz és technikai berendezésekhez. Ők végzik a munka java részét.
Az idegenek első pillantásra azt hihetnék, hogy a pau'anok akár erőszakkal, akár demagógiával szolgaságba hajtották az utaikat, és uralkodnak rajtuk; pedig erről szó sincs (a pau'anok különben sem hajlanak ilyesmire). Valóban a legharmonikusabb kapcsolatban élnek, ami nagyon ritka a Galaxisban két ennyire különböző faj között (talán csak a Bimmisaari-n van még példa ilyesmire). Sohasem volt komoly, fajok közötti konfliktus, már inkább volt rá példa, hogy két vetélkedő város, a benne lakó utaik és pauanok együtt-együtt, háborút vívott (bár ez is nagyon ritka volt, legtöbbször megelégedtek azzal, hogy időtlen időkre megszakították a kapcsolatokat, ami egyébként, tekintve a korlátozott erőforrásokat és a bolygó rideg körülményeit, mellesleg épp eléggé súlyos döntés). A pau'an főnökök nemcsak szeretik a beosztottjaikat, mint egy jó gazda az állatait, vagy egy szülő a gyermekeit, hanem tisztelik és emberszámba veszik őket.
Az Utapaun számos város található, a földrajzi jellegzetességek miatt azonban ezek egymástól szociálisan, gazdaságilag és sokszor ideológiailag is, meglehetősen izoláltak. A városokra időnként jellemző a vetélkedés, ez azonban legtöbbször megmarad békésnek. Azonban egy központi, egész bolygóra kiterjedő kormányzat mégis kialakult, noha ez ritkán hozott komoly döntéseket, mivel az izoláció miatt nemigen volt rá szükség. A CIS inváziója során viszont mégiscsak hasznosnak bizonyult.

## A színfalak mögött
Az „Utapau” mint bolygónév az 1970-es évek óta létezik, a Csillagok háborúja korai terveiben is megtalálható. George Lucas kezdetben a későbbi Tatuin, majd egy későbbi szövegváltozatban a későbbi Naboo bolygó nevének szánta; csak egy harmadik szövegváltozatban lett a Sithek bosszúja cselekményében szereplő távoli és szakadékokkal teli bolygó neve.